# Cephalothrix aliena
Cephalothrix aliena är en djurart som tillhör fylumet slemmaskar, och. Cephalothrix aliena ingår i släktet Cephalothrix och familjen Cephalothricidae. Inga underarter finns listade i Catalogue of Life.